# Památník El Greca
Památník El Greca je secesní památník ve městě Sitges (Garraf), který je zahrnut v soupisu architektonického dědictví Katalánska ve Španělsku.

## Popis
Nachází na passeig de la Ribera, oblasti obklopené zahradami. Skládá se z podstavce obdélníkového tvaru s ozdobnými dlaždicemi a sochy malíře z kamene. Postava "El Greca" stojí s paletou v levé ruce a štětcem v pravé. Celé dílo je z kamene.
Stavba památníku byla iniciována Santiagem Rusiñolem. 30. července 1896 byl vytvořen výbor (Bartomeu Carbonell, Josep Planes, Antoni Catasús a Antoni Almirall), aby získal peníze na dokončení díla. Tento výbor nasbíral celkem 8043 peset. Autorem projektu byl Josep Reynés i Gurguí a byl odhalen na 29. srpna 1898. V průběhu let byla socha poškozena a roku 1972 byla místo ní instalována replika.